# Specsavers
Specsavers is een Britse optiek- en audicienketen die in 1984 op Guernsey werd opgericht door het echtpaar Doug en Mary Perkins. Het bedrijf heeft anno 2020 meer dan 2200 filialen in het Verenigd Koninkrijk, Nederland, Australië, Denemarken, Finland, Ierland, Noorwegen, Spanje en Zweden. In Nederland zijn 141 filialen gevestigd. Sindsdien breidde de keten zich ook uit naar België en Canada.
Specsavers is  een franchiseorganisatie met als uitgangspunt dat de klanten bij elk filiaal van de keten onder dezelfde omstandigheden een bril, contactlenzen of hoortoestel moeten kunnen aanschaffen.
Tussen 2004 en 2008 was Specsavers sponsor van de Nederlandse scheidsrechters bij de KNVB.
In mei 2008 bood Specsavers een petitie met 40.000 handtekeningen aan bij de Nederlandse overheid voor de regulering van het beroep opticien. Specsavers is lid van de NUVO (Nederlandse Unie van Optiekbedrijven).
Specsavers is bekend van de reclamespotjes waarin iemand een rampzalige vergissing maakt, waarna een commentaarstem zegt: "Was nou maar naar Specsavers gegaan".
In rechterlijke uitspraken is Specsavers herhaaldelijk terechtgewezen wegens misleidende reclame-uitingen.
Directeur van Specsavers Nederland is sinds 2023 Wouter van der Hoeven. Hij volgde Remko Berkel op, die in 2015 aantrad. Daarvoor was Julie Perkins directeur.